# Hexarthra polychaeta
Hexarthra polychaeta is een raderdiertjessoort uit de familie Hexarthridae. De wetenschappelijke naam van deze soort is voor het eerst geldig gepubliceerd in 1981 door Bennetch.